# Влечение
Влече́ние, драйв — инстинктивное желание, побуждающее индивида действовать в направлении удовлетворения этой потребности. Психическое состояние, выражающее недифференцированную, неосознанную или недостаточно осознанную потребность субъекта, — уже имеющее эмоциональную окраску, но ещё не связанное с выдвижением сознательных целей. Преходящее явление, ибо явленная в нем потребность либо угасает, либо осознается, превращаясь в конкретное желание, намерение, мечту и пр.
Влече́ние — первичное эмоциональное проявление потребности человека, побуждение, ещё не опосредованное сознательным целеполаганием.
Влечение — одно из центральных понятий теорий психоанализа (в составе так называемой теории драйвов). Это — стремление к удовлетворению неосознанной или слабо осознанной потребности и потому первоисточник любого психического движения и поведения. При этом недостаточность сознательного контроля обусловлена тем, что осознание связи предмета и эмоционального отклика на него подвергается «цензуре» по критерию соответствия образу «Я», что может включать механизмы психологической защиты (адаптации).
Согласно З. Фрейду, влечение происходит из внутренних источников раздражения, оно создает психологическое напряжение, которое и действует как сила, ориентированная на устранение источника возбуждения, потому это понятие служит для отграничения душевного от телесного.
Самое простое и естественное предположение о природе влечений — что все они соизмеримы по требуемой психологической работе, не обладая каким-либо качеством. Лишь отношение влечений к их соматическим источникам и их целям отличает их друг от друга и придает им специфику. Источник влечений — возбуждающий процесс в некоем органе, а ближайшая цель влечения — прекращение этого раздражения (удовлетворение потребности). Также влечение избирает объект — это то, посредством чего влечение может достичь цели (это могут быть и части своего тела). Итак, в классическом психоанализе влечение характеризуется четырьмя аспектами: а) источником, б) целью, в) объектом и г) мерой силы (энергии, стимула). 
С начала 1920-х годов Фрейд разделял:
- влечения к жизни — жизнеутверждающие, чья цель — сохранение и развитие жизни во всех её аспектах; сюда относятся влечения сексуальные (см. либидо), а также влечение к самосохранению;
- влечения к смерти и разрушению (мортидо) — (бессознательно) присущие индивиду тенденции к саморазрушению, агрессии.

З. Фрейд утверждал, что влечениям присущи регрессивность, консерватизм, навязчивая повторяемость. Регрессивность и консерватизм означают, что влечения направлены на восстановление исходного состояние организма (гомеостаз), то есть возврат к состоянию покоя, достигаемый редукцией (разрядкой) возникшего напряжения. Повторяемость предполагает циклическую сменяемость, постоянное чередование покоя и возбуждения. 
Влечения считаются зародышем волевых движений. Хотя психоанализ частично преувеличивал значение влечений в психической жизни личности (в частности, влечения сексуального), он обнаружил важную роль конкретных влечений в формировании различных личностных структур, а также механизмов защиты (адаптации) и пр.